# Poslední noc na Klikaté řece
Poslední noc na klikaté řece román amerického spisovatele Johna Irvinga, vydaný v roce 2009 v USA. Z anglického originálu Last Night in Twisted River do češtiny přeložili Libuše a Luboš Trávničkovi.

## Děj
Román jednoho z nejznámějších a nejoblíbenějších anglicky píšících autorů se začíná odvíjet v polovině 50. let ve vývařovně dřevorubecké osady v severním New Hampshiru, kde si úzkostný dvanáctiletý chlapec splete přítelkyni místního konstábla s medvědem. Chlapec a jeho otec jsou nuceni z okresu Coos uprchnout – nejprve do Bostonu, pak do jižního Vermontu a nakonec do Toronta –, pronásledováni nesmiřitelným konstáblem. Jejich osamoceným ochráncem je drsný, svérázný dřevorubec a bývalý plavič dřeva, který jim na útěku pomáhá. V příběhu překlenujícím pět desetiletí román vykresluje poslední půlstoletí ve Spojených státech jako „živou repliku okresu Coos, kde se smrtelným nenávistem obvykle nechával volný průběh“.

Od vypjaté první věty románu – „Mladý Kanaďan, kterému nemohlo být víc než patnáct, váhal příliš dlouho“ – až k elegické závěrečné kapitole je Poslední noc na Klikaté řece napsaná s historickou autenticitou a emocionální silou Pravidel moštárny. Je to také stejně dramatický a znepokojivý příběh jako Irvingův průlomový bestseller Svět podle Garpa.